# قانون معاهدة الطيور المهاجرة لعام 1918

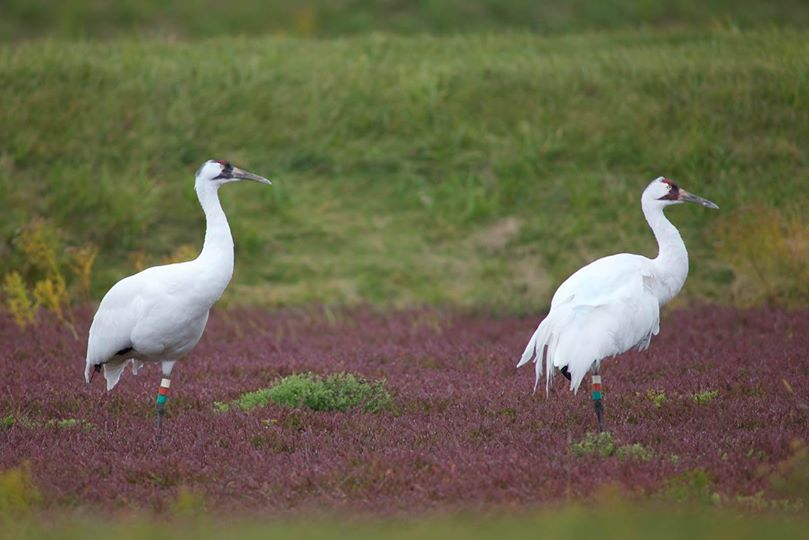
زوج كركي أمريكي المعروفين بأرقام الفرقة 5-09 و 33-07 في منطقة الصيف في مقاطعة آدامز.

قانون معاهدة الطيور المهاجرة لعام 1918، هو قانون اتحادي للولايات المتحدة، صدر  لأول مرة في عام 1916م لتنفيذ اتفاقية حماية الطيور المهاجرة بين الولايات المتحدة وبريطانيا العظمى (بالنيابة عن كندا).  يحمي هذا القانون ملاحقة أو اصطياد أو أخذ أو أسر أو قتل أو بيع الطيور المدرجة فيه كطيور مهاجرة. لا يميز القانون بين الطيور الحية أو النافقة كما يمنح الحماية الكاملة لأجزاء الطيور ومنها الريش والبيض والأعشاش. يوجد أكثر من 800 نوع حاليًا في القائمة.